# 拉费里耶尔 (伊泽尔省)
拉费里耶尔（法語：La Ferrière，法語發音：[la fɛʁjɛʁ] ⓘ）是法国伊泽尔省的一个旧市镇，属于格勒诺布尔区。2019年，拉费里耶尔与市镇潘索合并为新市镇上布雷达，拉费里耶尔为新市镇行政中心。

## 地理
拉费里耶尔（45°19'11"N, 6°5'14"E）面积54.33 平方千米，位于法国奥弗涅-罗讷-阿尔卑斯大区伊泽尔省，该省份为法国东南部内陆省份，北起顺时针与安省、萨瓦省、上阿尔卑斯省、德龙省、阿尔代什省、卢瓦尔省和罗讷省。
与拉费里耶尔接壤的市镇（或旧市镇、城区）包括：克雷昂贝勒多讷、泰斯、沃雅尼、圣科隆邦德维拉尔、莱萨德雷、阿勒蒙、拉瓦勒昂贝勒多讷、潘索。

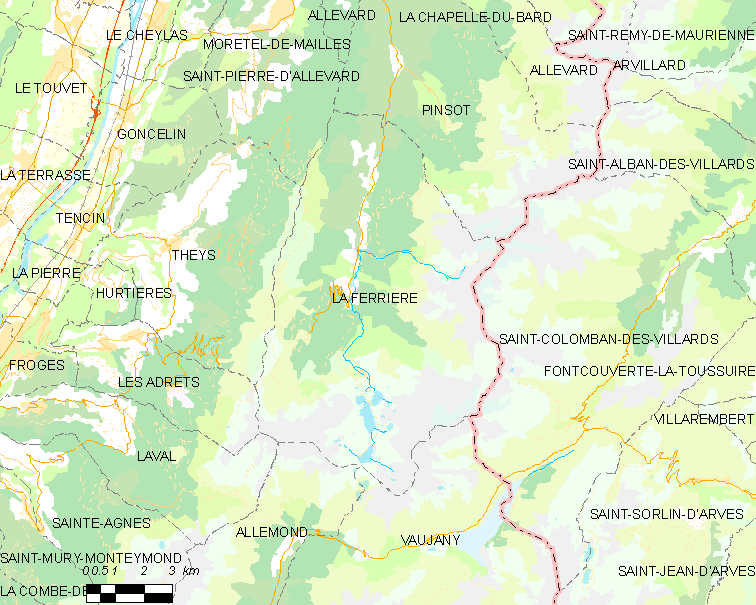
的OSM定位图

拉费里耶尔的时区为UTC+01:00、UTC+02:00（夏令时）。

## 行政
拉费里耶尔的邮政编码为38580，INSEE市镇编码为38163。

## 政治
拉费里耶尔所属的省级选区为上格雷西沃当县。

## 人口

1962-2008年间人口变化图示

拉费里耶尔于2018年1月1日时的人口数量为229人。